# Jekt
Jekt er betegnelse for en norsk bred, mindre sejlbåd, de ældste uden fast dæk og sædvanligvis med kun én mast. Jekte førte råsejl. Over råsejlet kunne jekte føre et topsejl. Enkelte jekte blive omriggede med to master, og førte da skråsejl på mesanmasten, som stod mest i agter. Disse fartøjer blev kaldt jekte-galeaser. Med tiden fik jekterne halvdæk for- og agterude, under tiden også langs siderne. I stedet for dæk midtskibs havde jekten løse flak, som beskyttede lasten. Disse kunne hæves, hvis lasten var højere end skandækket. Betegnelserne jagt og jekt er ikke det samme og de bliver ofte fejlagtig brugt om hverandre. Under sejl er den mest iøjnefaldende forskel jektens råsejl og den høje forstævn mod jagtens gaffelrig med bovspryd.
Jekterne var klinkbyggede på nordisk manér. De blev bygget efter lokale håndværkstraditioner langs kysten i Norge fra Vestlandet og nord over. Bygningen hvilede på bådebyggerens erfaring, uden tegninger eller modeller. Enkelte af de sidste jektene blev ombyggede til kravel enten ved, at klinkehuden blev skiftet ud med kravelhud, eller at kravelhud blev lagt uden på klinkehuden.
I over 400 år blev jekterne brugt som fragtfartøj langs de norske kyster, fra Vestlandet og nord over. Fra Nordnorge var lasten ofte tørfisk syd over, ofte til Trondhjem eller Bergen, og ofte træmaterialer nord over. Også på Vestlandet blev jekterne brugt til større handelsrejser (fra Sogn, Sunnhordland og Rogaland, til Bergen eller Stavanger); her var lasten til byen ofte træprodukter, frugt, ved, levende dyr og andet.
Størrelsen på en jekt blev opgivet i antal tønder og ikke som mål i længde og bredde. Formen og de løse flakene gjorde den særligt godt egnet til fragt af tørfisk, som havde lav vægt, men fyldte meget. Lasten kunne derfor stables til langt over skandækket. I løbet af anden halvdel af 1800-tallet gik småskibsbyggerne over til at lave kravelbyggede jagter. Disse havde overvejende samme funktion som jektene, men egnede sig bedst til klipfiskefart og lignende. Jagte kunne ikke laste tørfisk op over masten som jekterne kunne, fordi riggen ville komme i vejen.
- Jekt fra Nordland (rekonstruktion)
- Anna Olava, rekonstruktion af en jekt fra udstillet på Herøy kystmuseum
- En jekt med tørfisk i Bergen. Foto fra omkring 1880
- Jekt udenfor Trondheim, 1906
- Informationstavle ved "Holvikejekta" i Sandane